# Bruce Peoples
Bruce Peoples ist ein US-amerikanischer Filmschauspieler und Marketingmanager.

## Leben
Peoples erlangte seinen Bachelor of Arts an der Vanderbilt University. Danach besuchte er die Indiana University, die er mit einem Master-Abschluss verließ. Er spricht fließend Französisch. Seine berufliche Laufbahn begann er bei L’eggs und Hanes im Brand Management. Er war für mehrere Werbekampagnen des Tennessee-Whiskeys Jack Daniel’s verantwortlich.
2018 debütierte Peoples in einer Episode der Fernsehdokuserie Homicide Hunter – Dem Mörder auf der Spur als Schauspieler. 2021 gab er sein Filmschauspieldebüt im Film Just What the Doctor Ordered in der Rolle des Frank. Im selben Jahr erhielt er eine der Hauptrollen im Kurzfilm Dope Gifts. 2023 wurde mit ihm die Rolle des Sheriffs Williams, Vater des Hauptprotagonisten Dante Williams, gespielt von LaRonn Marzett, im Tierhorrorfilm Methgator besetzt. Dort hilft er, gegen den durch Crystal Meth mutierten Alligator zu kämpfen, kommt aber im Laufe der Handlung ums Leben.
Er ist mit seiner Firma Peoples Marketing Insights LLC selbstständig. Peoples lebt mit seiner Frau und drei Kindern in Roswell.

## Filmografie (Auswahl)
- 2018: Homicide Hunter – Dem Mörder auf der Spur (Homicide Hunter: Lt. Joe Kenda, Fernsehdokuserie, Episode 8x02)
- 2021: Just What the Doctor Ordered
- 2021: Dope Gifts (Kurzfilm)
- 2023: Methgator